# Hidróxido de cromo(III)
Hidróxido de cromo(III) é um composto inorgânico de fórmula química Cr(OH)3.
É utilizado como pigmento, mordente e catalisador para algumas reações orgânicas.